# Lasciami entrare (singolo)
Lasciami entrare è un singolo del cantante italiano Valerio Scanu, secondo estratto e title track del quinto album in studio Lasciami entrare e pubblicato il 22 aprile 2014 dalla NatyLoveYou.
Il brano nel giugno dello stesso anno ottiene una nomination al premio RTL 102.5 - Canzone dell'estate 2014 indetto al Summer Festival.

## Il brano
Lasciami entrare, disponibile in download digitale sull'iTunes Store dal 22 aprile 2014, vede in Valerio Scanu, l'unico autore del testo, mentre le musiche sono affidate alla penna di Federico Paciotti. Piaciotti e Borzi, in precedenza, avevano collaborato come autori per il cantante; il secondo era stato anche il produttore dell'ultimo album in studio del cantante con l'etichetta discografica Emi Italiana, Così diverso.
Il singolo pubblicato in digitale contiene due tracce in tutte le piattaforme, la title track e una versione remixata intitolata Lasciami entrare (Remix).
In merito al significato del brano il cantante ha dichiarato:
(Valerio Scanu)

## Il video
Il video musicale del brano, è stato registrato in notturna a Roma per la regia di Dalila Miggiano ed è stato pubblicato nel canale YouTube del cantante quasi due mesi dopo l'uscita del singolo, l'11 giugno 2014. La regista che si è occupata anche del precedente videoclip ha descritto il video definendolo "corale" rispetto al precedente dove vi era uno Scanu solo ed onnipresente. Quello che di comune si ritrova è una fotografia e una regia totalmente cinematografica fatta di luci, ombre e neri.

## Tracce
Download digitale
1. Lasciami entrare – 2:54 (testo: Stefano Borzi – musica: Federico Paciotti)
2. Lasciami entrare (Remix) – 3:12 (testo: Stefano Borzi – musica: Federico Paciotti)

Durata totale: 6:06

## Successo commerciale
Il singolo, ad una settimana dalla pubblicazione, debutta alla 15ª posizione della Top Singoli rimanendo in classifica 7 settimane consecutive, per raggiungere nell'ultima settimana di agosto, come posizione massima, la 4ª della medesima classifica. Nel mese di settembre continua a mantenersi stabile nella Top Singoli, nella prima settimana del mese nella top15 e in quella successiva nella top20.
Il 12 settembre 2014 il singolo viene certificato disco d'oro per le oltre 15.000 vendite in digitale.

## Classifiche
| Classifica (2014) | Posizione massima |
| ----------------- | ----------------- |
| Italia            | 4                 |